# Flussdichte

Fluss durch eine Probefläche

Die Flussdichte {\displaystyle {\vec {F}}} ist ein Vektorfeld, welches die Menge einer physikalischen Größe beschreibt, die pro Flächenelement {\displaystyle \mathrm {d} {\vec {A}}} durch eine Probefläche {\displaystyle S} hindurchfließt. Die Gesamtmenge wird als Fluss {\displaystyle \Phi } bezeichnet, somit ergibt sich:
{\displaystyle \Phi =\int _{S}{\vec {F}}\mathrm {\cdot } \mathrm {d} {\vec {A}}}
Im Allgemeinen gilt:
{\displaystyle {\vec {F}}={\frac {\mathrm {d} \Phi }{\mathrm {d} A}}\cos(\theta ){\vec {e}}_{F}}
wobei {\displaystyle \theta =\arccos \left({\frac {{\vec {F}}\mathrm {d} {\vec {A}}}{|{\vec {F}}|\cdot |\mathrm {d} {\vec {A}}|}}\right)} der Winkel zwischen {\displaystyle {\vec {F}}} und der Senkrechten {\displaystyle \mathrm {d} {\vec {A}}} des Flächenelements {\displaystyle \mathrm {d} {\vec {A}}} und {\displaystyle {\vec {e}}_{F}={\frac {\vec {F}}{F}}} der Einheitsvektor in Richtung von {\displaystyle F} ist.
Falls die Fläche senkrecht zur Flussrichtung orientiert ist, gilt:
{\displaystyle {\vec {F}}={\frac {\mathrm {d} \Phi }{\mathrm {d} A_{\perp }}}\cdot {\vec {e}}_{F}}
Im Englischen ist neben flux density auch die Bezeichnung fluence rate („Fluenzrate“) gebräuchlich.

## Beispiele
- Elektrische Flussdichte des elektrischen Feldes
- Magnetische Flussdichte des magnetischen Feldes
- Impulsstromdichte
- Elektrische Stromdichte